# Le Tigre aime la chair fraîche
Pour plus de détails, voir Fiche technique et Distribution.
Le Tigre aime la chair fraîche est un film d'espionnage français réalisé par Claude Chabrol et sorti en 1964.

## Synopsis
À l'arrivée à Paris de l’épouse et de la fille du ministre turc du commerce, Louis Rapière dit « le Tigre », chargé de la surveillance des deux femmes, fait échouer un attentat. 
Mme Baskine et sa fille Mehlica jettent leur dévolu sur le héros du jour qui entame une idylle avec la jeune femme. Des terroristes enlèvent Mehlica au cours d'une soirée à l'Opéra. Une lutte à mort s'engage entre le Tigre et les tueurs divisés en deux bandes bientôt rivales. 
Le Tigre parvient enfin à délivrer Mehlica.

## Fiche technique
- Titre original : Le Tigre aime la chair fraîche
- Réalisation : Claude Chabrol
- Assistants réalisateur : Pierre Cauchet et Tawfiq Saleh
- Scénario : Antoine Flachot
- Adaptation et dialogues : Jean Halain
- Costumes : Jacques Heim
- Photographie : Jean Rabier
  - Cadreurs : Daniel Diot et Claude Zidi
  - Assistant opérateur : Elias Safak
- Son : Jean-Claude Marchetti
- Montage : Jacques Gaillard, assisté de Monique Fardoulis
- Musique : Pierre Jansen (éditions musicales 707)
- Script-girl : Suzanne Faye
- Secrétaire de production : Suzanne Bastide
- Bagarres réglées par Robert Lageat
- Participation artistique de Aly Kadry et Mayil Adham
- Production : Christine Gouze-Rénal
- Directeur de production : Fred Surin
- Directeur de production en Égypte : Abdel Hamid Zakhi
- Sociétés de production :  Progéfi,  Alexandra Produzioni Cinematografiche
- Société de distribution : Gaumont Distribution
- Pays de production :  France -  Italie
- Langue originale : français
- Format : noir et blanc — 35 mm — 1,66:1 — son Mono
- Tirage dans les laboratoires C.T.M de Gennevilliers
- Durée : 90 minutes
- Genre : Film d'aventure, Film d'espionnage
- Date de sortie : France - 18 novembre 1964
- Visa d'exploitation : 29489

## Tournage
- Le tournage a été réalisé à l'aéroport de Paris
- Les prises de vues aériennes ont été réalisées en collaboration avec The Egyptian Général Compagnie For International Film Production

## Distribution
- Roger Hanin : Louis Rapière, alias « Le Tigre », agent secret
- Maria Mauban : Mme Baskine, femme du ministre du commerce turc
- Daniela Bianchi : Mehlica Baskine, fille du ministre
- Roger Dumas : Duvet
- Mario David : Dobrovsky
- Christa Lang : la fille avec Dobrovsky
- Pierre-François Moro : Ghislain
- Roger Rudel : Benito
- Stéphane Audran : la cantatrice
- Jimmy Karoubi : Jean-Luc
- Sauveur Sasporte : M. Baskine, ministre du commerce turc
- Antonio Passalia : Koubarsi
- Carlo Nell : l'assassin du théâtre
- Henri Attal : un faux reporter
- Dominique Zardi : l'autre faux reporter
- Guy Davout : le ministre français
- Charles Audisio : le ténor
- Mick Besson : un homme de la DST
- Michel Charrel : un homme de la DST
- Francis Terzian : un homme de la DST
- Marcel Gassouk : un homme de la DST
- Claude Salez : un homme de la DST
- Albert Dagnant : le général Condé
- Serge Bento : un homme de Dobrovsky
- Jacques Van Dooren : un catcheur
- Jacky Corn : un catcheur

## Autour du film
En 1965, Roger Hanin reprit son rôle dans Le Tigre se parfume à la dynamite toujours sous la direction de Claude Chabrol.
Dans le film, dans la séquence de l'aéroport, on voit chez un buraliste le roman Bons Baisers de Russie , clin d'oeil à l'actrice principale Daniela Bianchi qui jouait la James Bond girl dans l'adaptation au cinéma un an plus tôt.